# ایلیب
ایلیب (یا انی آتانی) خدایی اوگاریتی و به احتمال زیاد خدایی ازلی بود.

## نام
تئونیمی که در الفبای اوگاریتی به صورت ‘l’b نوشته شده را می‌توان Ilib یا ‘Ilu’ibī خواند. این نام معمولاً به «خدا، پدر» یا «خدای پدر» ترجمه می‌شود. ترجمه «الِ پدر» نیز یک احتمال محسوب می‌شود؛ هرچند کمتر رایج است. چنین فرض شده است که کلمه ab، «پدر»، در نام ایلیب از طریق فرایند همگونی تبدیل به ib شد.

## شخصیت
این پیشنهاد که ایلیب لقب ال بوده است قابل قبول نیست.

## در متن‌های اوگاریتی
گواهی شدن ایلیب در متن‌های اوگاریتی نادر است.